# صراصير الكهوف
صراصير الكهوف أو بلابيروس (الاسم العلمي: Blaberus) هو جنس من الصراصير يستوطن منطقة الإقليم المداري الجديد (امريكا الوسطى والجنوبية)، يضم هذا الجنس ما لا يقل عن 31 نوعًا موثوقًا، بالإضافة إلى ما لا يقل عن 38 نوعًا غير موثق تصنيفيًا.
بعض أنواع هذه الصراصير شائعة بين الهواة، حيث تُربى كحيوانات أليفة أو كغذاء لمفصليات الأرجل الأخرى، وبالأخص والصرصور القرصي [الإنجليزية] الذي يُستخدم على نطاق واسع لهذا الغرض.
على عكس العديد من أجناس الصراصير المصنفة كآفات، يحتفظ هذا الجنس بجراب البيض داخل بطن الأنثى حتى تفقيسها.
تحتاج هذه الصراصير عمومًا إلى رطوبة نسبية لا تقل عن 60% لتنمو بشكل جيد، كما تتطلب درجات حرارة تزيد عن °25 درجة مئوية (درجة الحرارة المثالية لها بين °28-°30 درجة مئوية) للتكاثر.
من أشهر أنواع هذا الجنس صرصور الكهف العملاق المعروف بأنه أحد أكبر الصراصير حجمًا بالعالم، وصرصور رأس الموت [الإنجليزية] والصرصور القرصي [الإنجليزية].

## الأنواع
يضم هذا الجنس الأنواع التالية موزعة على 4 انواع عليا:
- Blaberus asellus Thunberg, 1826
- Blaberus latissimus Herbst, 1786
- Blaberus supersp. atropos Roth, 1786 §
  - Blaberus amazonensis Lopes & Oliveira, 2013
  - Blaberus anisitsi Brancsik, 1898
  - Blaberus atropos Stoll, 1813
  - Blaberus boliviensis Princis, 1946
  - Blaberus colombianus Lopes & Oliveira, 2013
  - Blaberus discoidalis Serville, 1839
  - Blaberus duckei Jurberg, Albuquerque, Rebordoes, Goncalves & Felippe, 1977
  - Blaberus matogrossensis Rocha e Silva & Aguiar, 1977
  - Blaberus neomatogrossensis Lopes & Oliveira, 2013
  - Blaberus parabolicus Walker, 1868
  - Blaberus paulistanus Lopes & Oliveira, 2000
  - Blaberus peruvianus Jurberg, Albuquerque, Rebordoes, Goncalves & Felippe, 1977
  - Blaberus peruvibolicus Lopes & Oliveira, 2013
  - Blaberus yuracianus Lopes & Oliveira, 2013
- Blaberus supersp. brasilianus Roth, 1969 §
  - Blaberus affinis Jurberg, Albuquerque, Rebordoes, Goncalves & Felippe, 1977
  - Blaberus brasilianus Sausseur, 1864
  - Blaberus chacoensis Lopes & Oliveira, 2013
  - Blaberus colosseus Illiger, 1801
  - Blaberus fusiformis Walker, 1868
  - Blaberus minor Saussure, 1864
  - Blaberus neofusiformis Lopes & Oliveira, 2013
  - Blaberus nigrocephalicus Lopes & Oliveira, 2013
  - Blaberus parafusiformis Lopes & Oliveira, 2013
  - Blaberus scutatus Saussure & Zehntner, 1894
  - Blaberus valleyanus Lopes & Oliveira, 2013
- Blaberus supersp. giganteus Roth, 1969 §
  - Blaberus craniifer Burmeister, 1838
  - Blaberus giganteus Linnaeus, 1758
  - Blaberus nigromaculatus Lopes & Oliveira, 2013
- Blaberus supersp. macurus Lopes & Oliveira, 2013 §
  - Blaberus macurus Lopes & Oliveira, 2013